# Vinné (Slowakei)
Vinné (1927–1948 slowakisch „Vinná“; ungarisch Vinna) ist eine Gemeinde im ostslowakischen Kraj Košice. Sie liegt am südwestlichen Fuß des Vihorlat am Nordrand des ostslowakischen Tieflands, 8 km von Michalovce entfernt.
Die erste schriftliche Erwähnung erfolgte im Jahr 1249. Im Ort gibt es eine frühgotische Kirche der Heiligen Anna aus dem 13. Jahrhundert und ein spätbarockes Kastell aus dem 17. Jahrhundert. In der Gegend gibt es die Ruinen der Burg Vinné und zwei größere Wasserflächen – der Vinné-See (Vinianske jazero) und der Stausee Zemplínska šírava.

## Bevölkerung
| Jahr                | 1994 | 2004    | 2014    | 2024     |
| ------------------- | ---- | ------- | ------- | -------- |
| Anzahl der Personen | 1536 | 1634    | 1747    | 2169     |
| Unterschied         |      | +6,38 % | +6,91 % | +24,15 % |

| Jahr                | 2023 | 2024    |
| ------------------- | ---- | ------- |
| Anzahl der Personen | 2156 | 2169    |
| Unterschied         |      | +0,60 % |

## Galerie

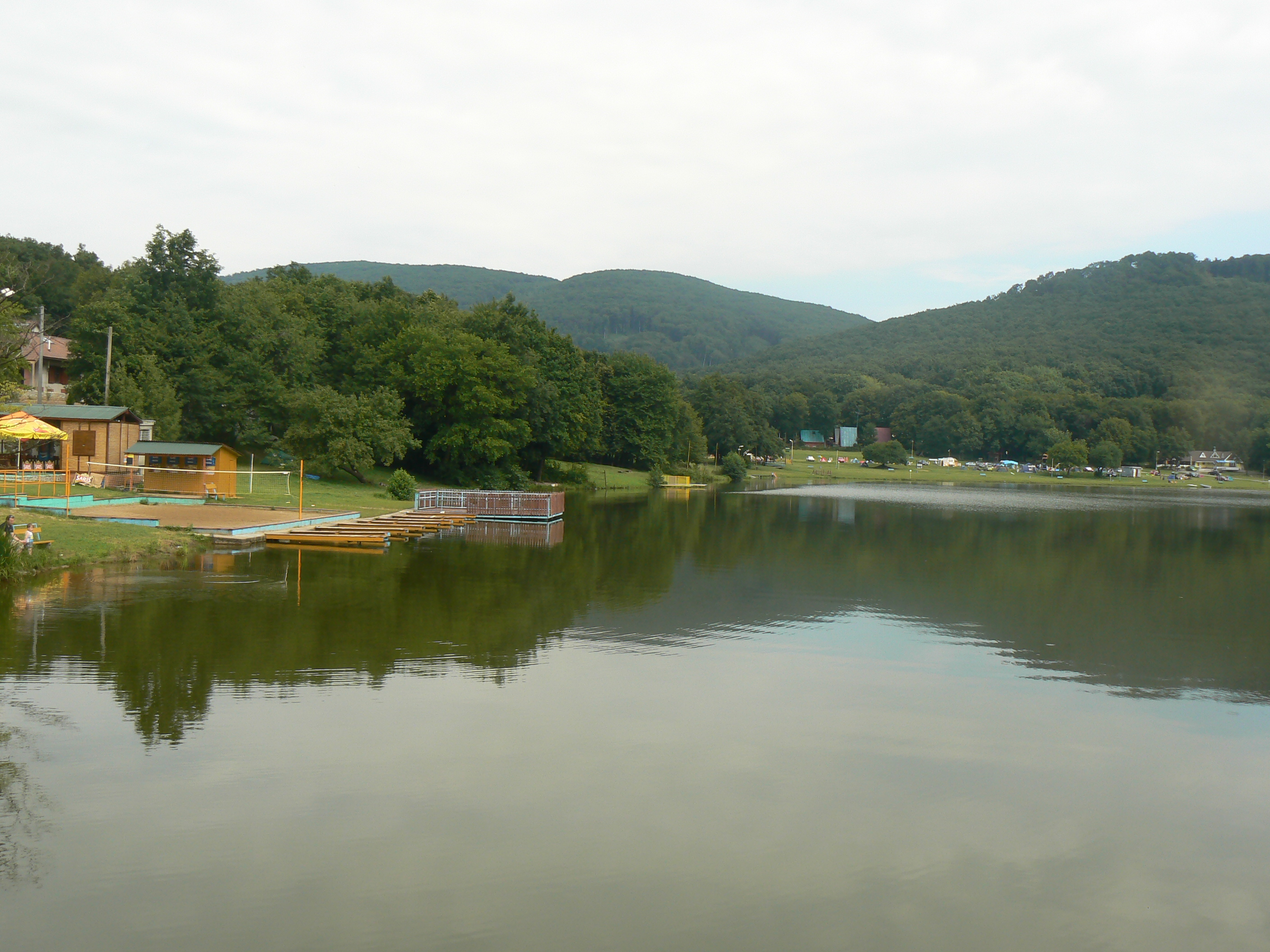
Der Vinné-See
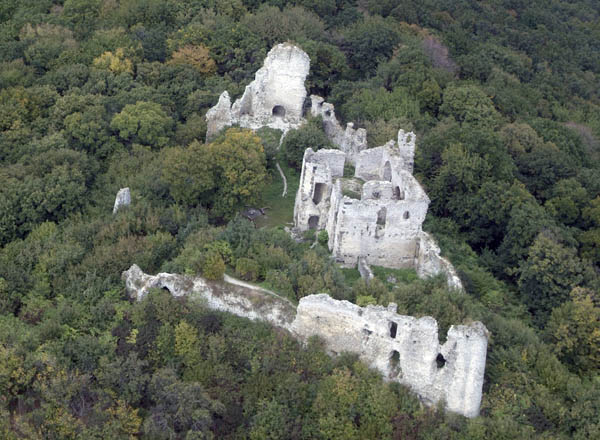
Luftaufnahme
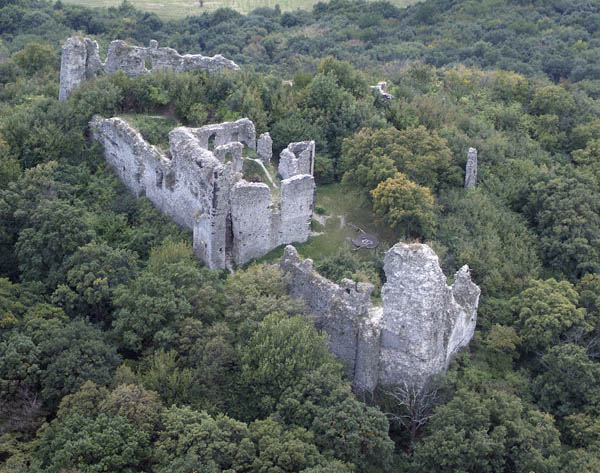
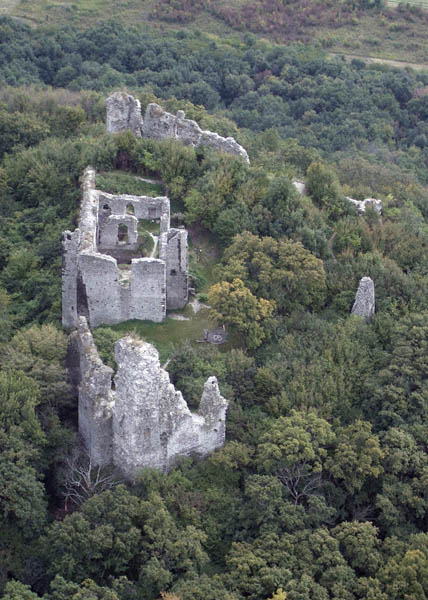